# Zorg en Zekerheid Leiden in het seizoen 2014-15
Het seizoen 2014-15 van Zorg en Zekerheid Leiden was het 9e seizoen van de club onder de naam Zorg en Zekerheid Leiden en het 27e van de Leidse basketbalclub in totaal.
Voor het seizoen werd bekendgemaakt dat Zorg en Zekerheid het sponsorcontract met drie seizoenen verlengde. ZZ Leiden bereikte dit seizoen de halve finale in de play-offs.

## Selectie
Op 13 mei 2014 maakte het bestuur van ZZ Leiden bekend niet door te gaan met coach Toon van Helfteren, tot onbegrip van Van Helfteren zelf. Als vervanger werd later de Belgische bondscoach Eddy Casteels voor twee jaar vastgelegd.
JC – Jeugdcontract

## Voorbereiding
| 10 september | Kangoeroes Willebroek | 91–75 | Zorg en Zekerheid Leiden | Willebroek |  |
| 10 september |                       |       |                          |            |  |
| 10 september | {{{series}}}          |       |                          |            |  |
|              |                       |       |                          |            |  |

| 14 september | Zorg en Zekerheid Leiden | 77–68 | Challenge Sports Rotterdam | Vijf Meihal, Leiden |  |
| 14 september |                          |       |                            |                     |  |
| 14 september | {{{series}}}             |       |                            |                     |  |
|              |                          |       |                            |                     |  |

| 18 september | Zorg en Zekerheid Leiden | 87–91 | Kangoeroes Willebroek | Vijf Meihal, Leiden |  |
| 18 september |                          |       |                       |                     |  |
| 18 september | {{{series}}}             |       |                       |                     |  |
|              |                          |       |                       |                     |  |

| 20 september | Zorg en Zekerheid Leiden | 61–94 | Leuven Bears | Vijf Meihal, Leiden |  |
| 20 september |                          |       |              |                     |  |
| 20 september | {{{series}}}             |       |              |                     |  |
|              |                          |       |              |                     |  |

| 21 september | Zorg en Zekerheid Leiden | 98–81 | Landstede Basketbal | Vijf Meihal, Leiden |  |
| 21 september |                          |       |                     |                     |  |
| 21 september | {{{series}}}             |       |                     |                     |  |
|              |                          |       |                     |                     |  |

| 23 september | Limburg United | 78–86 | Zorg en Zekerheid Leiden | Houthalen |  |
| 23 september |                |       |                          |           |  |
| 23 september | {{{series}}}   |       |                          |           |  |
|              |                |       |                          |           |  |

## Supercup
| 27 september 2014 19:30 | Donar                                                | 78–67   | Zorg en Zekerheid Leiden                           | MartiniPlaza, Groningen                                                   |  |
| 27 september 2014 19:30 | DeJuan Wright 20 Ross Bekkering 11 Sean Cunningham 5 | Verslag | Will Felder 20 Mohamed Kherrazi 11 Rogier Jansen 4 | Kwartstanden: 18–15, 24–15, 23–17, 13–20 Toeschouwers: 1.040 TV: PodiumTV |  |
| 27 september 2014 19:30 |                                                      |         |                                                    |                                                                           |  |
|                         |                                                      |         |                                                    |                                                                           |  |

Amsterdam · Den Bosch · Den Helder · Donar · Leeuwarden · Leiden · Rotterdam · Weert · Zwolle